# Paul von Banz
Paul von Banz (auch Paul von Bantsch; Paul von Bancz; † 19. Februar 1321) war ein Zisterziensermönch sowie Weihbischof in Breslau und Titularbischof von Tiberias. 

## Leben
Paul von Banz entstammte dem deutschen Breslauer Patriziergeschlecht Banz, das im dortigen Klerus mehrfach vertreten war. In Urkunden erscheint gleichzeitig um diese Zeit Nikolaus von Banz, der verschiedene kirchliche Ämter innehatte und von 1319 bis 1325 das Amt des Bistumsadministrators von Breslau bekleidete. Es ist wahrscheinlich, dass er ein Bruder des Paul von Banz war. Ein Heinrich von Banz, der ebenfalls Zisterzienser in Leubus war, wird in einer Urkunde vom 28. Juni 1315 erwähnt und ein weiteres Mal in einer Urkunde vom 7. Mai 1332. Ebenfalls dem Geschlecht der Banz entstammte der Lebuser Bischof Heinrich von Banz, der von 1353 bis 1365/66 amtierte. 
Paul von Banz gehörte dem Konvent des Zisterzienserklosters Leubus an. Von dort wurde er 1302 oder später von Bischof Heinrich von Würben zum Weihbischof in Breslau berufen und vom Papst zum Titularbischof von Tiberias ernannt. 
1309 wurde er zusammen mit den Breslauer Domherren Nikolaus von Banz und Konrad vom Papst beauftragt, gegen den Seniorherzog Władysław I. Ellenlang, der den aus Breslau stammenden Krakauer Bischof Johann Muskata gefangen genommen und beraubt hatte, zur Rechenschaft zu ziehen und gegen ihn mit geistlichen Strafen vorzugehen.
Für die Jahre 1307 bis 1323 sind mehrere seiner Pontifikalhandlungen überliefert, u. a. 
- verlieh er am 13. Dezember 1307 den Benediktinerinnen von Striegau einen Ablass von 40 Tagen
- am 25. Januar 1311 erteilte er mit Genehmigung des Diözesanbischofs Albert von Meissen an bestimmten Tagen den Besuchern der Luckauer Pfarrkirche einen 40-tägigen Ablass
- 1315 weihte er in Kampern bei Liegnitz, das eine Filiale von Koiskau war, die wiederaufgebaute Kirche
- 1320 rekonzilierte er die Breslauer St.-Elisabeth-Kirche, die durch ein Vorkommnis entweiht worden war.

Ebenfalls 1320 bezeugte er u. a. eine Altarstiftung in der Marienkirche bei Neisse. In dieser Urkunde bezeichnete er sich selbst als „Bruder des Zisterzienserordens“. Mit Vollmacht des Breslauer Herzogs Heinrich VI. bestätigte er am 13. März 1321 die Auflassung von zwei Hufen bei dem Allod Irrschnocke in der Nähe von Breslau.
Letztmals erwähnt wurde er 1323, als er in Glatz, das zum Erzbistum Prag gehörte, Pontifikalhandlungen vornahm.
Paul von Banz starb um 1325. Nach der Überlieferung wurde er in der Klosterkirche von Leubus beigesetzt.